# Discocyrtoides
Genre
Synonymes
- Mitobatoides Mello-Leitão, 1927

Discocyrtoides est un genre d'opilions laniatores de la famille des Gonyleptidae.

## Distribution
Les espèces de ce genre sont endémiques du Brésil. Elles se rencontrent dans les États de São Paulo, du Minas Gerais et du Paraná.

## Liste des espèces
Selon World Catalogue of Opiliones (27/08/2021) :
- Discocyrtoides nigricans Mello-Leitão, 1922
- Discocyrtoides pinorum Kury, 2019

## Publication originale
- Mello-Leitão, 1923 : « Opiliones Laniatores do Brasil. » Archivos do Museu Nacional do Rio de Janeiro, vol. 24, p. 107–197 (texte intégral).